# Politieke partijen in Duitsland

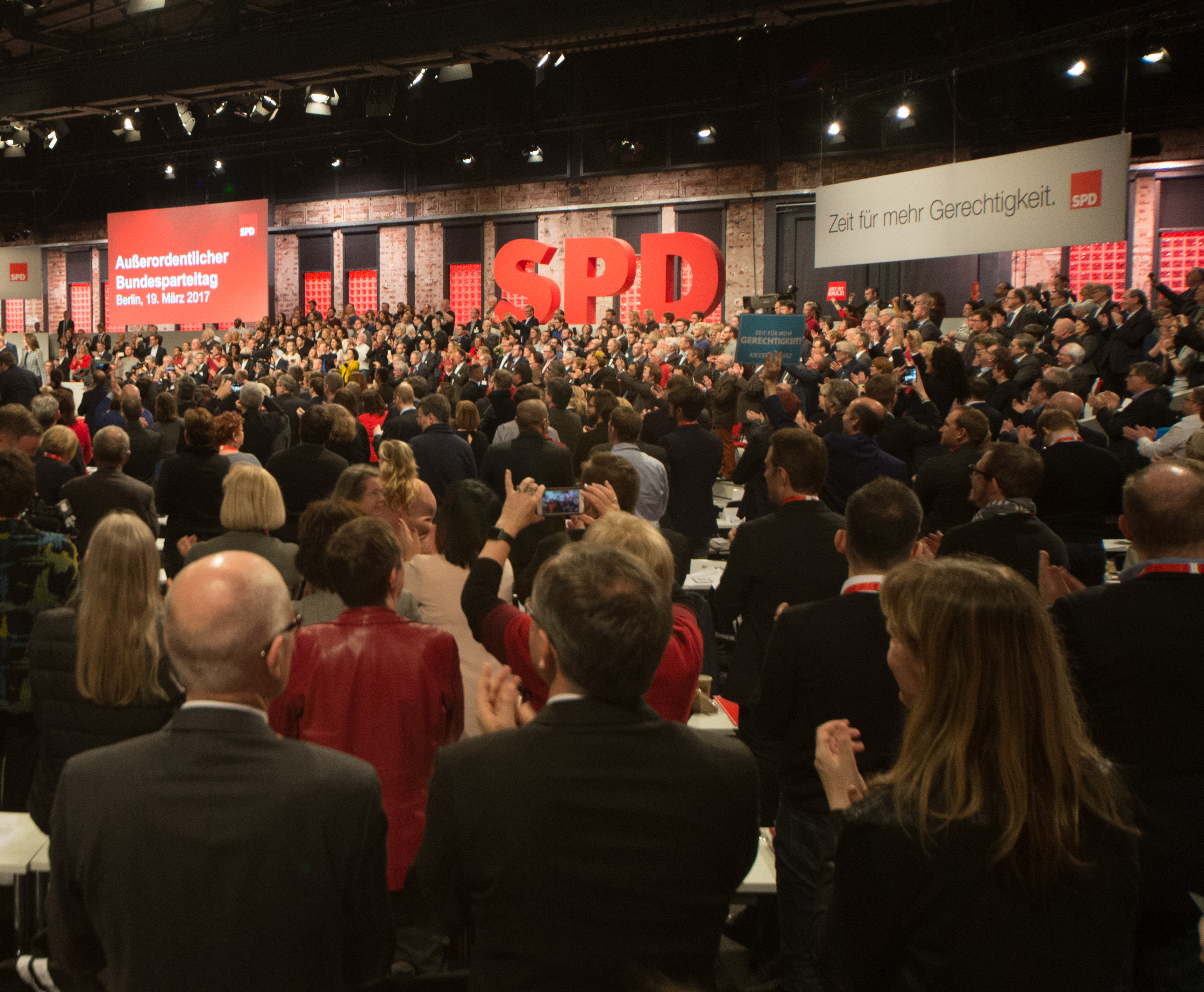
Partijcongres van de Duitse sociaaldemocraten, Berlijn 2017

Partijen in Duitsland hebben een belangrijke rol in het politiek systeem. De met afstand twee grootste partijen zijn de Christelijk-Democratische Unie (CDU) en de Sociaaldemocratische Partij van Duitsland (SPD). Andere belangrijke partijen die in de het federale parlement vertegenwoordigd zijn (of zijn geweest) zijn de liberale Freie Demokratische Partei (FDP), de rechts-radicale Alternative für Deutschland (AfD), Die Linke, Bündnis 90/Die Grünen en de Beierse Christlich-Soziale Union (CSU). De CSU is slechts actief in de deelstaat Beieren en vormt in de Bondsdag een gemeenschappelijke fractie met de CDU (de Union genoemd).
Volgens de grondwet van 1949 en de wet over politieke partijen van 1967 moet een partij leden hebben, democratisch georganiseerd zijn en rekenschap afleggen over de herkomst van haar middelen. Alleen partijen mogen deelnemen aan landelijke verkiezingen en verkiezingen op deelstaatniveau.

## Geschiedenis
Zie Geschiedenis van de politieke partijen in Duitsland

### 19e eeuw
Als voorlopers van de moderne partijen ziet men de clubs van het Duitse parlement van 1848/1849, die naar hun vergaderrestaurants werden benoemd. De in 1861 opgerichte liberale Deutsche Fortschrittspartei wordt over het algemeen als de eerste Duitse partij beschouwd. Ze was voor een verenigd Duitsland en liberale en sociale hervormingen. In 1867 viel ze uit elkaar.
De oudste nu nog bestaande partij is het Zentrum van de katholieken, opgericht in 1870. Ze had tot 1933 ongeveer tussen tien en twintig procent van de stemmen, dus ze buitte haar natuurlijke aanhang veel slechter uit dan de katholieke partijen in Nederland. In de Weimarrepubliek was ze wel een van de belangrijkste partijen en leverde het vaakst de rijkskanselier. Ze werd in 1933 verboden; na de Tweede Wereldoorlog was ze nog enkele jaren in parlementen vertegenwoordigd, maar speelt sinds de jaren 50 geen rol meer.
De oudste relevante partij is de Sociaaldemocratische Partij van Duitsland. In 1875 gingen twee oudere groeperingen van 1863 en 1869 samen, sinds 1891 heeft ze haar huidige naam met de afkorting SPD. In het Keizerrijk was ze van politiek invloed uitgesloten en van 1878 tot en met 1890 zelfs verboden, maar het lukte haar uiteindelijk om de meeste stemmen te werven en had rond een miljoen leden.

### 1918-1945

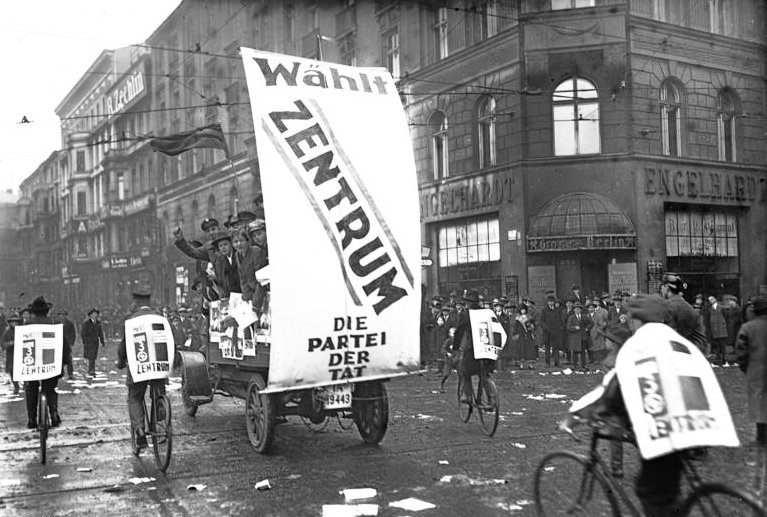
Reclame voor het Zentrum in 1930

In 1918 werd SPD-leider Friedrich Ebert onverwacht de eerste sociaaldemocratische rijkskanselier. Toch had zijn voorganger Max von Baden al leden van de grote partijen in zijn kabinet opgenomen. In de Weimarrepubliek was de rol van partijen veel groter dan in het keizerrijk; zij stelden niet alleen kandidaten voor het parlement op, maar ook voor het rijkspresidentschap. Wel waren er in dit tijdperk nog kanseliers die niet lid waren van een partij, namelijk Wilhelm Cuno in 1922/1923, Hans Luther in 1925/1926, Franz von Papen in 1932 en Kurt von Schleicher in 1932/1933. De meeste kanseliers waren lid van de katholieke Deutsche Zentrumspartei.
In juli 1933 werd de laatste partij en de vorming van nieuwe partijen verboden. De Nationaalsocialistische Duitse Arbeiderspartij werd de enige partij van Duitsland en kreeg de status van openbaar lichaam. Op die manier kon ze door de overheid financieel worden gesteund.

### Sinds 1945

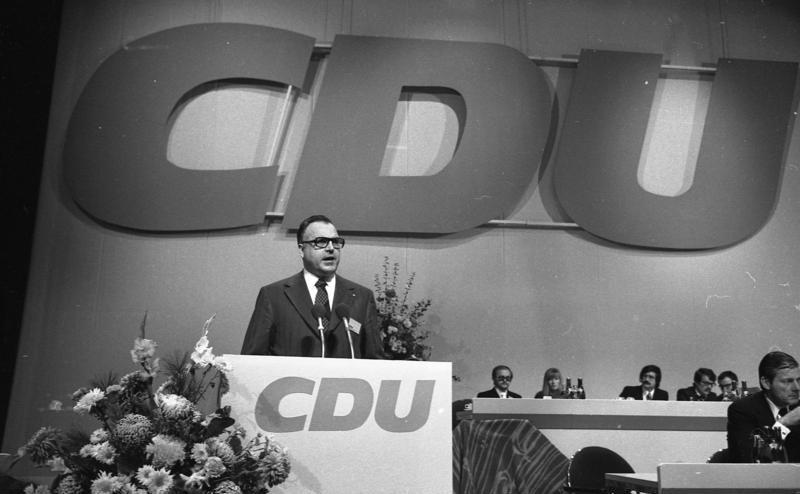
Helmut Kohl, CDU-voorzitter van 1973 tot en met 1998

In 1945 mochten zich vier partijen in geheel Duitsland weer organiseren, zij het voorlopig alleen op regionaal niveau: de christendemocraten (CDU), de liberalen (FDP, ook onder andere namen), de SPD en de communistische KPD. Pas later werden enkele andere partijen toegelaten.

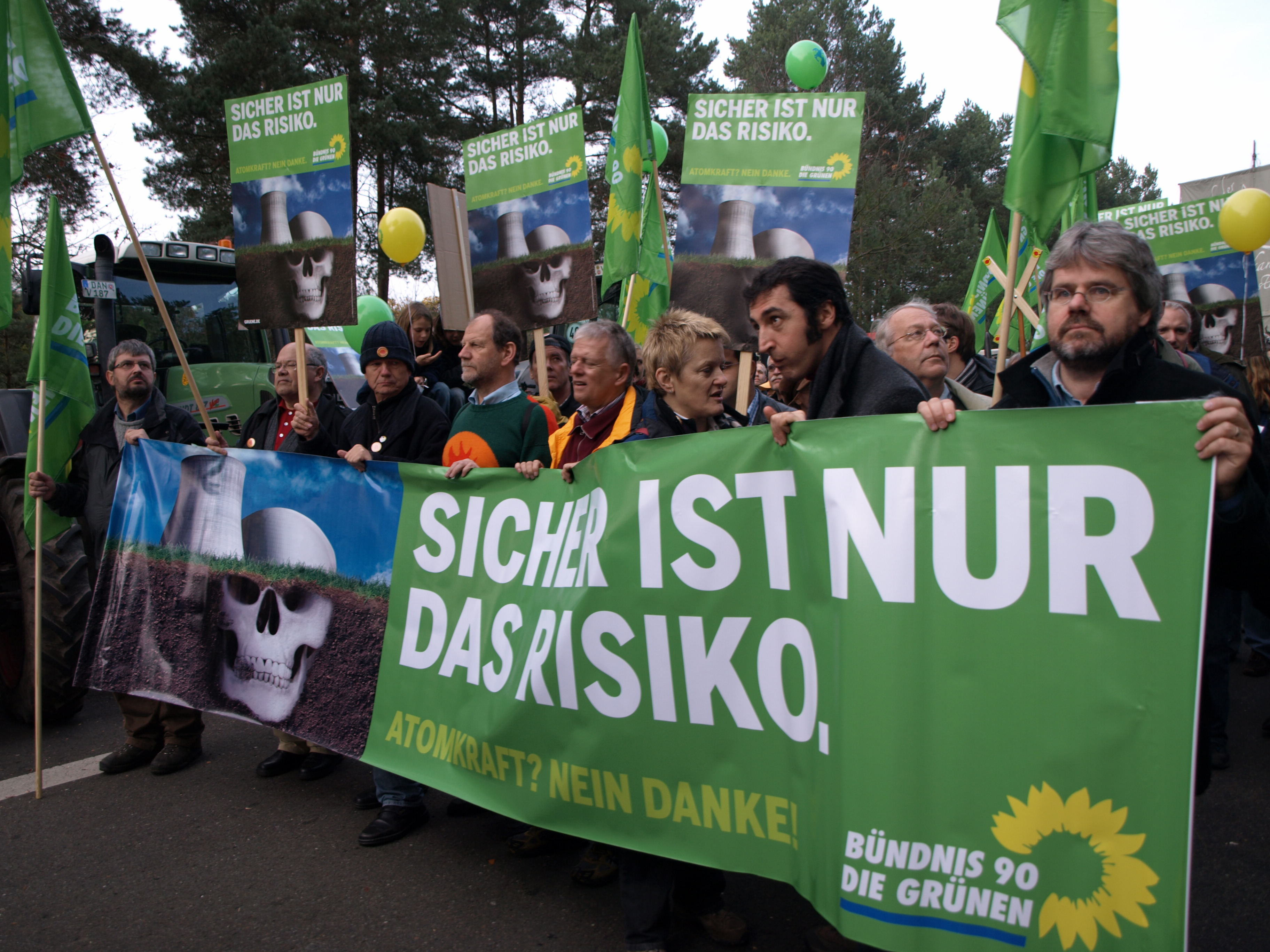
Groene politici tijdens een manifestatie tegen atoomenergie, 2008

In Oost-Duitsland (vanaf 1949 de DDR) moest de SPD met de KPD fuseren tot de stalinistische Sozialistische Einheitspartei Deutschlands, en de SED liet twee nieuwe partijen stichten. Samen met de onderdrukte liberalen en christendemocraten vormden ze een Democratisch Blok, dat bij verkiezingen een gezamenlijke kandidatenlijst opstelde (tevens de enige). Politiek iets te zeggen had alleen de SED, tot in 1989. Vanaf 1990 heette ze PDS, sinds 2007 Die Linke.
In de Bondsrepubliek waren CDU (in Beieren: CSU), SPD en FDP die de eerste jaren overleefden; tot 1960 had in de Bondsdag ook nog de kleine Duitse Partij (DP) zetels, en in 1953-1957 de vluchtelingenpartij GB/BHE. Tussen 1961 en 1983 waren alleen de grote drie partijen in de Bondsdag vertegenwoordigd, tot de nieuwe partij De Groenen erbij kwamen. Met de komst van de postcommunistische PDS kreeg de Bondsrepubliek in 1990 een stelsel van vijf partijen.

## Recht en organisatie
De Duitse Grondwet van 1949 wijst aan de politieke partijen een belangrijke rol bij de politische Willensbildung toe (art. 21). De wet over de politieke partijen van 1967 regelt de details.

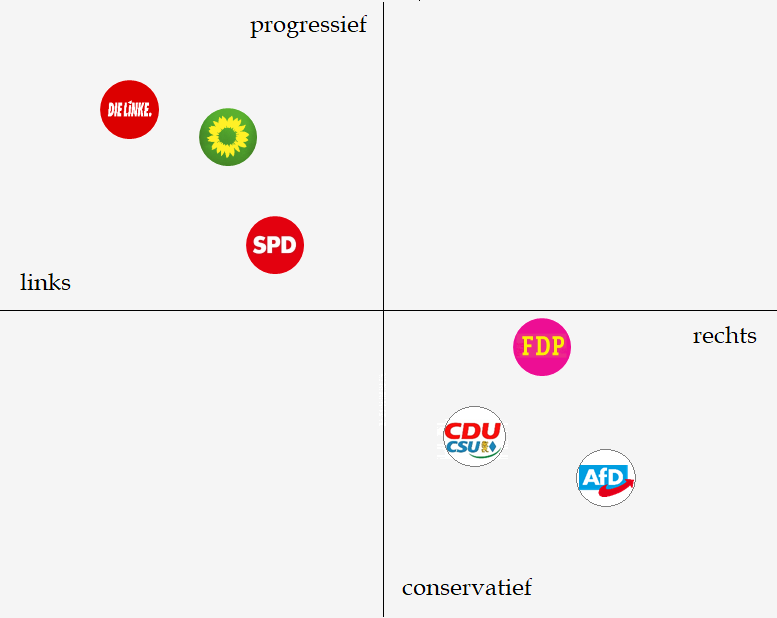
Politiek spectrum van de zittende partijen in de Bondsdag

De Duitsers zijn vrij om een politieke groepering te stichten, maar partij mag ze zich alleen noemen als ze binnen zes jaar aan verkiezingen van een Landdag of de Bondsdag heeft deelgenomen. (Lokale groeperingen kunnen daarom geen partij zijn.) Een partij moet democratisch georganiseerd zijn en publiek maken waar haar geld vandaan komt en waarvoor ze het uitgeeft. Een partij, die de democratische orde van Duitsland wil verstoren of afschaffen, kan worden verboden. Daarover beslist echter alleen het grondwettelijk gerechtshof. Twee keer werd in de Bondsrepubliek een partij verboden: in 1952 de rechts-extremistische SRP, in 1956 de links-extremistische KPD. In 2001 poogde de Bondsregering om de rechtsradicale NPD te laten verbieden.
Een partij is normaliter volgens de regionale en lokale indelingen van de Bondsrepubliek zelf opgebouwd.
De voorzitter is meestal ook de politieke leider. Toch is het mogelijk dat de voorzitter iemand anders de topkandidaat bij verkiezingen laat worden.

## Coalities
Vanwege de kiesdrempel van vijf procent en het weinige aantal partijen in parlementen, komt het vaak tot een tweepartijencoalitie. De klassieke partijen CDU en SPD behalen samen vaak een meerderheid, waarmee zij een grote coalitie (GroKo) kunnen vormen. Inhoudelijk staan CDU/CSU dichter bij de FDP en de SPD dichter bij de De Groenen, maar voor zo'n coalitie is er niet altijd een meerderheid. Die Linke bevindt zich aan de uiterst linkerkant van het politieke spectrum en wordt daarom door CDU, FDP en AfD steevast uitgesloten. Aan de uiterst rechterkant zit de AfD, die door alle zittende partijen wordt uitgesloten.
Na de komst van Die Linke in de Bondsdag van 1998 en de AfD na de verkiezingen van 2017 is het politieke landschap meer versnipperd geraakt, waardoor een driepartijencoalitie realistischer is geworden. Na de parlementsverkiezingen van 2021 kwam de eerste driepartijencoalitie in Duitsland tot stand op landelijk niveau: een zogeheten verkeerslichtcoalitie bestaande uit SPD, FDP en Groenen.

### Twee partijen
| Partijen   | Naam                           | Voorgekomen (landelijk) | Voorgekomen (deelstaat) |
| ---------- | ------------------------------ | ----------------------- | ----------------------- |
| CDU, SPD   | Große Koalition (GroKo)        |                         |                         |
| CDU, FDP   | Schwarz-Gelb                   |                         |                         |
| CDU, Grüne | Kiwi-coalitie / Schwarz-Grün   |                         |                         |
| SPD, Grüne | Rot-Grün                       |                         |                         |
| SPD, FDP   | Rot-Gelb                       |                         |                         |
| SPD, Linke | Rot-Rot                        |                         |                         |
| Grüne, FDP | Limetten-Koalition / Grün-Gelb |                         |                         |

### Drie partijen
| Partijen          | Naam                                 | Voorgekomen (landelijk) | Voorgekomen (deelstaat) |
| ----------------- | ------------------------------------ | ----------------------- | ----------------------- |
| CDU, SPD, FDP     | Duitslandcoalitie / Schwarz-Rot-Gelb |                         |                         |
| CDU, SPD, Grüne   | Kenia-coalitie / Schwarz-Rot-Grün    |                         |                         |
| CDU, FDP, Grüne   | Jamaica-coalitie                     |                         |                         |
| SPD, FDP, Grüne   | Verkeerslichtcoalitie                |                         |                         |
| SPD, Linke, Grüne | Rot-Rot-Grün (R2G)                   |                         |                         |